# Cryptopimpla brevicaudis
Cryptopimpla brevicaudis är en stekelart som först beskrevs av Heinrich Habermehl 1903.
Cryptopimpla brevicaudis ingår i släktet Cryptopimpla och familjen brokparasitsteklar. Inga underarter finns listade i Catalogue of Life.